# Цариградски сабор (879—880)
Цариградски сабор (879—880) je био велики помесни сабор Православне цркве, који је одржан током 879. и 880. године у Цариграду. Сабор је сазвао византијски цар Василије, у договору са цариградским патријархом Фотијем. На сабору је осуђен сваки покушај промене изворног Никејско-цариградског симбола вере, било путем одузимања или додавања. Ова одлука је била усмерена против уметања израза Филиокве (лат. Filioque) у Симбол вере, односно против учења о двоструком исхођењу Светог духа, од Оца и Сина. Одлуке овог сабора потврдио је и тадашњи римски папа Јован VIII.
Иако је овај сабор у прво време био прихваћен као општи, Римска црква је током времена почела да се удаљава од његових одлука, а када је уметак Филиокве око 1014. године био званично прихваћен и у самом Риму, дошло је до убрзаног нарушавања дотадашњег црквеног јединства, што је на крају резултирало Великим расколом (1054). Упркос томе, Цариградски сабор из 879-880. године је задржао своју пуноважност у Православној цркви, а многи православни хришћани га сматрају равновасељенским и називају га Осмим васељенским сабором.

## Историја
Након смрти цариградског патријарха Игњатија у јесен 877. годинe, на патријаршијски трон у Цариграду поново се вратио Фотије, који је уз сагласност тадашњег византијског цара Василија (867-886) одлучио да окупи велики црквени сабор, ради преиспитивања спорних одлука ранијег Цариградског сабора из 869-870. године. Сагласност за сазивање новог сабора дао је и римски папа Јован VIII (872-882), који је у Цариград упутио своје легате.
Сабор се састао у јесен 879. године, уз учешће представника свих источних патријаршија, као и Римске цркве, коју су представљали папски легати (изасланици) Еуген, Петар и Павле. У раду сабора учествовала су чак 383 епископа. Сабор је усвојио три канона, који су уврштени у корпус канонског права Православне цркве. На сабору су поништене све спорне одлуке ранијег Цариградског сабора из 869-870. године.
Сабор је једногласно потврдио изворни Никејско-цариградски симбол вере, без икаквих одбитака или додатака, званично осудивши сваки покушај изостављања или уметања појединих речи или израза. Учесници сабора су тим поводом нагласили: "Прихватамо свим својим срцем и признајемо својим уснама, да древни Символ вере исповедамо без било каквог одузимањем и без додавања, без мењања или оштећења.", уз изрицање упозорења и осуде: "ако неко од лица дозволи измену или допуну овог Символа, као и онај ко се усуди да то учини, да буде проклет". Овом одлуком, одбачен је сваки покушај уметања израза Филиокве (лат. Filioque) у Симбол вере, а самим тим је спречено да се у Симбол вере преко поменутог уметка уведе и неправилно учење о двоструком исхођењу Светог духа. Сабор је закључио рад 880. године, а његове одлуке је званично потврдио и тадашњи римски папа Јован VIII.